# 索松卡 (文尼察區)
49°19′50″N 28°34′40″E / 49.33056°N 28.57778°E
索松卡（烏克蘭語：Сосонка）是位於烏克蘭西南部文尼察州文尼察區的村莊，始建於1756年，面積37.7平方公里，海拔高度244米，2001年人口2,368，人口密度每平方公里6,281.17人。